# Great Glen

Übersichtskarte Schottlands
(→Topographische Karte)

Der Great Glen Way (rot) entlang des Kaledonischen Kanals im Great Glen

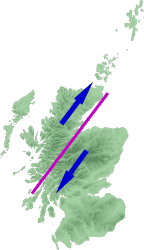
Rechtshändiger Bewegungssinn der Great-Glen-Blattverschiebung

Great Glen (englisch; dt. „Großes Tal“ von schottisch-gälisch gleann mòr), auch Glen More genannt, ist eine tektonische Verwerfung (Great Glen Fault), die mitten durch Schottland verläuft und das schottische Hochland in die Grampian Mountains und die Northwest Highlands unterteilt. Die Verwerfung ist seismisch aktiv. Jedes Jahrhundert gibt es mehrere Erdbeben mit der Stärke 4 auf der Richterskala.
Der überwiegende Teil des ca. 90 km langen Talgrundes ist von drei langgestreckten Seen bedeckt: westlich Loch Lochy, in der Mitte Loch Oich und östlich – als bekanntester schottischer See – Loch Ness. Die Wasserscheide befindet sich zwischen Loch Lochy und Loch Oich: Loch Oich mündet durch den River Oich in Loch Ness, der wiederum durch den River Ness mit der östlichen Meeresbucht Moray Firth verbunden ist. An seiner Mündung liegt Inverness, die Hauptstadt des Verwaltungsbezirks Highland. Das Wasser von Loch Lochy fließt hingegen in westlicher Richtung und mündet bei Fort William in den Meeresarm Loch Linnhe. Die Verwerfung setzt sich südwestlich nach Irland fort und folgt Lough Foyle, Donegal Bay und Galway Bay. Im irischen Kontinentalschelf bildet sie einen submarinen Canyon.
Im Great Glen verläuft der Kaledonische Kanal, der – parallel zu den Flussläufen – die Seen des Great Glen mit den angrenzenden Meeresbuchten Moray Firth und Loch Linnhe verbindet und so eine Ost-West-Schiffspassage quer durch das britische Mainland ermöglicht. Der Graben hatte für die Kontrolle der schottischen Highland-Clans eine wichtige strategische Bedeutung, zum Beispiel bei den Jakobitenaufständen im 18. Jahrhundert.
Es gab eine Reihe tektonischer Bewegungen vom mittleren Karbon bis ins frühe Tertiär. Die Blattverschiebung bewegte sich nach links und rechts und verlagerte sich über 130 km.
Vertikale Bewegungen haben die Nordwestkante angehoben und erodiert. Reibung und Druck verursachten die Bildung einer 1,6 km breiten Zone aus zerrütteten Felsen. Die heutige Oberflächengestalt der Great-Glen-Verwerfung wurde größtenteils in der letzten Kaltzeit vom Great-Glen-Gletscher geschaffen, der das weiche Bruchgestein an der Verwerfung erodierte. Zurück ließ er ein steiles Trogtal.